# Rhomboda yakusimensis
Rhomboda yakusimensis là một loài thực vật có hoa trong họ Lan. Loài này được (Masam.) Ormerod miêu tả khoa học đầu tiên năm 1995.